# Foudia eminentissima
Foudia eminentissima là một loài chim trong họ Ploceidae.